# Зиганов, Рашит Рахимович
Зиганов Рашит Рахимович (род. 28 июня 1952, Уфа, Уфимская область, Башкирская АССР, РСФСР, СССР) — композитор. Заслуженный деятель искусств РБ (1990). Заслуженный деятель искусств Российской Федерации (2008). Член Союза композиторов (1989).
Лауреат премии ВЦСПС (Президиум ВЦСПС № 29445 от 08.06.1988)

## Биография
Рашит Рахимович Зиганов родился 28 июня 1952 года в Уфе в семье балетмейстера Рахима Фаизовича Зиганова.
Учился на композиторском отделении Киевской консерватории. В 1977 году окончил Уфимский государственный институт искусств (класс З. Г. Исмагилова). По окончании института в 1977 году остался работать в УГИИ до 2012 года. В 1995—2001 годах работал зав. кафедрой композиции. В 1992—1995 годах — директор Башкирского отделения Музыкального фонда СК РФ, в 1992—2000 годах — зам. председателя Союза композиторов РБ.
Зиганов Рашит Рахимович был организатором и художественным руководителем музыкальных групп «Шаян», «Альтарес» (1978—1982) Уфимского государственного нефтяного университета (УГНТУ), «Инзер» (1982—1995) БГПИ, рок-группы «Ufa» Дворца культуры «Нефтяник».
Выступал с концертами в городах России, Германии, Голландии, Бельгии, Австрии, Англии.

## Сочинения
Балеты «Аленький цветочек» (2003, либретто И. Х. Хабирова по сказке С. Т. Аксакова), «Огонь» (1998, либретто Хабирова по драме А. К. Атнабаева), оратория-балет «Ҡара һыуҙар» (1977, «Чёрные воды» по поэме М.Карима).
Симфоническая Поэма (1980), 8 симфоний (1-я, 1987 Op.27 in F; 2-я, «Символы веры» Op.37 in G, 1996; 3-я, «Полынь степная» Op.47 in D, 1998; 4-я, «Гимн Салавату Юлаеву» Op.58 in A, 2003; 5-я, «Абдрахман Великий» Op.27 in F 2006; 6-я, «Антивоенная» Op.68 in E 2008, 7-я, «Гильмияза» Op.73 in G 2012; 8-я, «Аленький цветочек» Op.75 in H 2014; 9-я, «Огонь» Op.76 in Es 2018; Cимфоническая картина «Баяс» (1998).
Концертная дилогия для органа с оркестром памяти Радика Гареева (1997), Концерты для фортепиано с оркестром (1999—2012); Тройной концерт «Рагавардхана» Ор.56 для кларнета, фагота, валторны и симфонического оркестра (2002); Concerto для валторны с оркестром (2004), «Timpanorama» для ударных инструментов с оркестром (2005).
Хоровые поэмы «Тыуған Уралым» (1996, «Родной Урал») на стихи Салавата Юлаева, хоровой цикл «Скифы» на стихи А. А. Блока (1992).
Вокальные циклы на стихи М.Гали, Мифтахова, песни «Ауылымдың айлы кистәре» («Лунные вечера») на стихи С. Ш. Поварисова, «Умырҙая» («Подснежник») на стихи Р. Х. Нигматуллина, «Әсәй» («Мама») на стихи Г.Юнусовой.
Камерно-инструментальные сочинения: Восемь Сонат для фортепиано соло, Сонаты для кларнета, для флейты (1977—2012), Четыре Сонаты для скрипки и фортепиано, Квинтет для духовых, ударных и фортепиано (1980), Струнный квартет № 1 (1995),

## Награды и звания
- Заслуженный деятель искусств РБ (1990).
- Заслуженный деятель искусств Российской Федерации (24 апреля 2008 года) — за заслуги в области искусства[1].
- Лауреат премии ВЦСПС (Президиум ВЦСПС № 29445 от 08.06.1988) https://unioncomposers.ru/composer/view/?id=283